# Kindernotitieboekjes
Детская тетрадь (Nederlands letterlijk: Kindernotitieboekjes; Engels: Children’s notebooks) is de titel van drie verzamelingen composities van Mieczysław Weinberg. De drie verzamelingen verspreid over boekjes I (opus 16, 1944), II (opus 19, 145) en III (23, 1947) bevatten in totaal drieëntwintig stukjes muziek. Ze verwijzen qua titel naar kindern, maar de muziek is echter volgens beide uitgaven alleen geschikt voor de gevorderde pianist. De muziek kleurt het gehele muzikale spectrum van vrolijk en virtuoos tot klagend en somber. Het is gezien de tegenstelling tussen de titel en de praktijk niet duidelijk wat de bedoeling was van componist met de drie verzamelingen. Wellicht wilde hij alleen aan de wensen van het Sovjetregime voldoen om oefenmuziek te schrijven voor kinderen. Volgens beide uitgaven had dat als bijbedoeling de nieuwe generatie musici via muziek (politiek) te beïnvloeden. Hoe dat uitpakte werd al vrij snel duidelijk, Weinbergs muziek werd verbannen vanwege te formalistische inhoud (d.w.z. het zou te moeilijk zijn voor de gewone man). 
Weinberg zou een aantal werkjes uit de derde serie georkestreerd hebben tot een suite, maar die bleef onvindbaar in de Sovjetarchieven.
De 23 deeltjes voor piano solo:
1. Boekje 1: Larghetto
2. Boekje 1: Allegro
3. Boekje 1: Moderato maestoso
4. Boekje 1: Tempo di valse
5. Boekje 1: Allegretto
6. Boekje 1: Presto
7. Boekje 1: Andante tranquillo
8. Boekje 1: Larghetto
9. Boekje 2: Largo
10. Boekje 2: Allegretto
11. Boekje 2: Moderato
12. Boekje 2: Lento
13. Boekje 2: Allegro
14. Boekje 2: Andantino
15. Boekje 2: Marziale lugubre
16. Boekje 2: Andante
17. Boekje 3: Allegro Marcato
18. Boekje 3: Allegro comodo
19. Boekje 3: Moderato
20. Boekje 3: Prestissimo
21. Boekje 3: Allegretto quasi andantino
22. Boekje 3: Lento funebre
23. Boekje 3: Andantino semplice